# Ola de calor en India y Pakistán de 2019
Desde finales de mayo de 2019, India ha estado enfrentando una ola de calor severa. Es una de las olas de calor más cálidas y largas de la historia registrada del país. Las temperaturas más altas se produjeron en Churu, Rajasthan, alcanzando hasta 50.8 °C (123.4 °F), un máximo histórico cercano en la India. Hasta el 12 de junio de 2019, la ola de calor había durado más de 32 días, lo que la convertía en la segunda más larga jamás registrada.
Como resultado de las altas temperaturas, más de 184 personas murieron en el estado de Bihar, y se reportaron muchas más muertes en otras partes del país. La ola de calor ha coincidido con sequías extremas y escasez de agua en todo el país. A mediados de junio, los embalses que antes abastecían a Chennai se habían secado, dejando a millones de personas sin acceso confiable al agua. La crisis del agua se ha visto exacerbada por las altas temperaturas, lo que ha provocado protestas y peleas que han llevado a que las personas sean asesinadas, apuñaladas y golpeadas.

## Impacto
La ola de calor ha provocado múltiples muertes y casos de enfermedad. Hasta el 31 de mayo de 2019, se reportaron 8 muertes y 456 casos de enfermedad por calor en Maharashtra, al menos 17 muertes en Telangana y 3 muertes y 433 casos de golpe de calor en Andhra Pradesh. El 10 de junio de 2019, tres pasajeros fueron encontrados muertos en un tren cuando llegó a Jhansi, aparentemente debido a la ola de calor.  Un cuarto pasajero fue encontrado en estado crítico y llevado a un hospital donde murió por sobrecalentamiento. En el estado de Bihar, las muertes relacionadas con el calor llegaron a 184 el 18 de junio, según Al Jazeera , mientras que según Zee News, la cifra de muertos fue de 139 el 19 de junio de 2019.
Las altas temperaturas han batido o casi han batido récords en varias ciudades de la India. En un momento dado, 11 de los 15 lugares más cálidos del mundo estaban ubicados en el país. El 2 de junio de 2019, la ciudad de Churu registró una temperatura de 50.8 °C (123.4 °F), solo dos décimas de grado Celsius por debajo de la temperatura más alta del país, 51 °C (124 °F) durante el 2016 ola de calor. El 9 de junio de 2019, Prayagraj alcanzó los 48.9 °C (120.0 °F), rompiendo su récord histórico anterior. El 10 de junio de 2019, la temperatura en Delhi alcanzó los 48 °C (118 °F), un nuevo récord para la ciudad en el mes de junio. El mismo día, el consumo máximo de energía en Delhi alcanzó los 6,686 MW, rompiendo todos los récords anteriores.
El número total de muertes es desconocido. A modo de comparación, la ola de calor europea de 2003 mató a unas 35,000 a 70,000 personas, con temperaturas ligeramente menores que en la India. En fisiología humana, las temperaturas corporales superiores a 41.5 °C (104.0 o 106.7 °F) se consideran hiperpirexia, y constituyen una emergencia médica, ya que la temperatura puede conducir a problemas que incluyen daño cerebral permanente o muerte.